# Hypoxystis pluviaria
Hypoxystis pluviaria là một loài bướm đêm trong họ Geometridae. Loài này được tìm thấy ở Thụy Điển và Phần Lan, phía nam đến dãy Alps và phía đông đến Xibia và Mông Cổ.
Sải cánh dài 27–34 mm. Có một thế hệ mỗi năm, con trưởng thành bay từ giữa tháng 5 đến giữa tháng 6.

## Hình ảnh

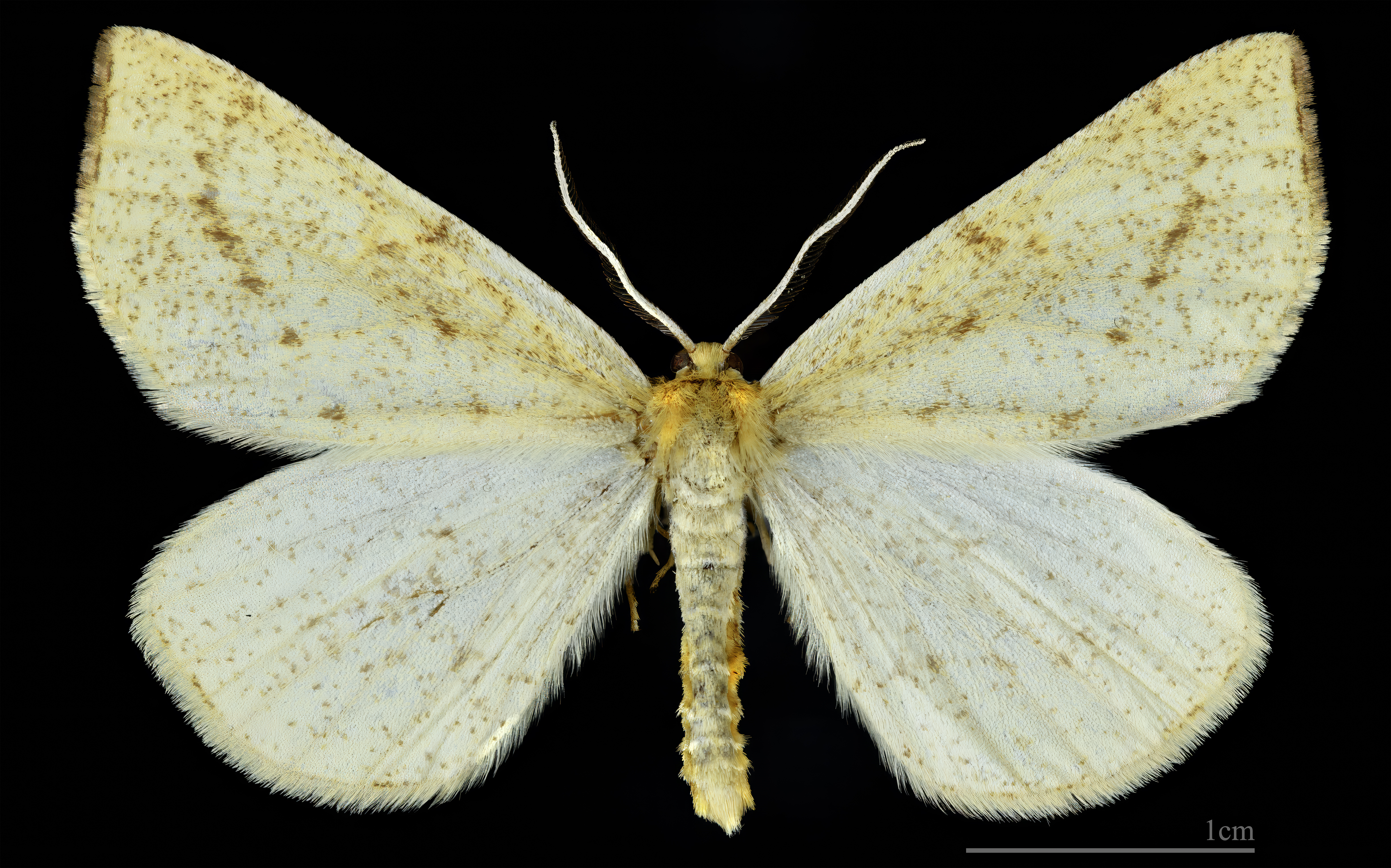
♂
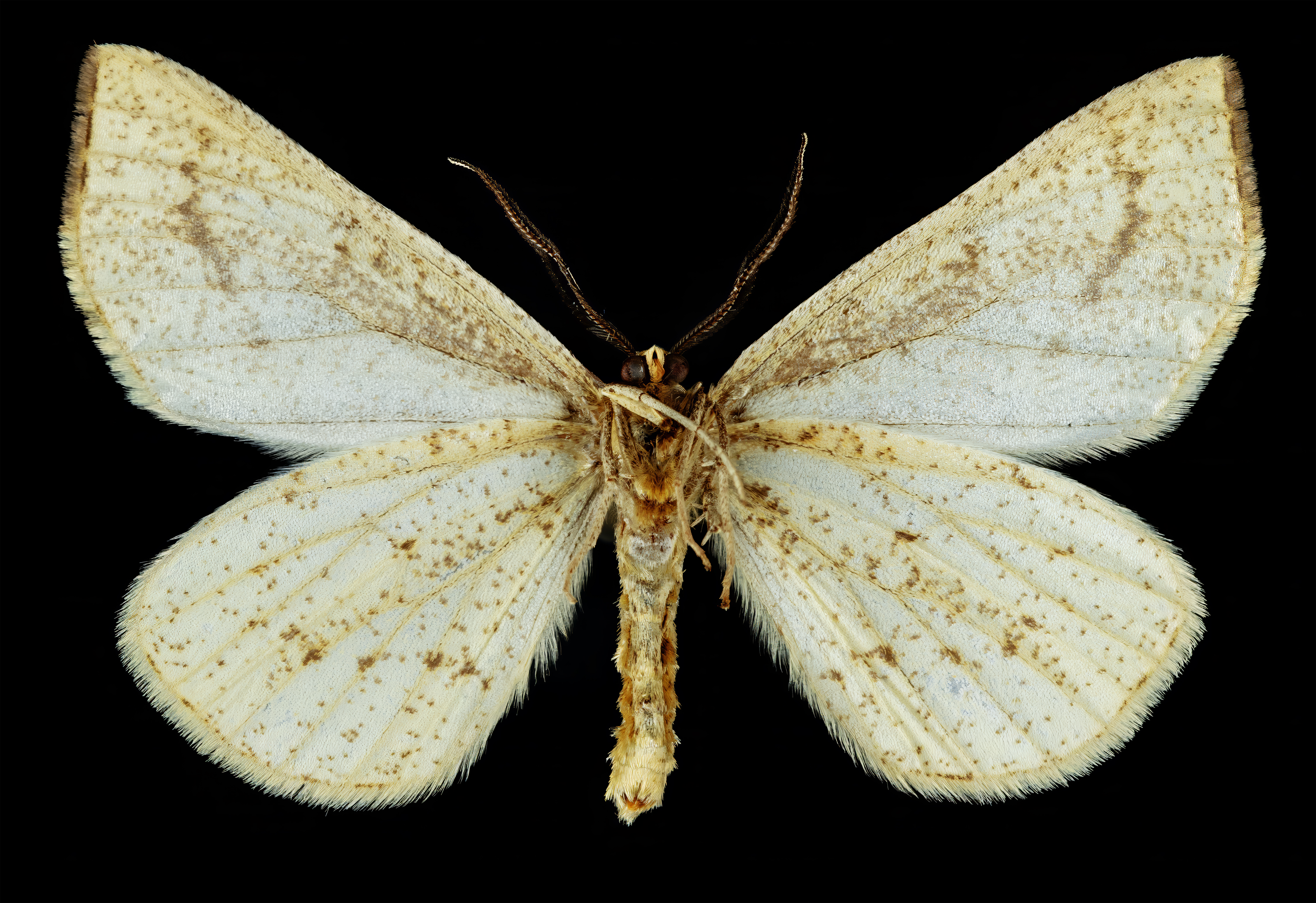
♂ △
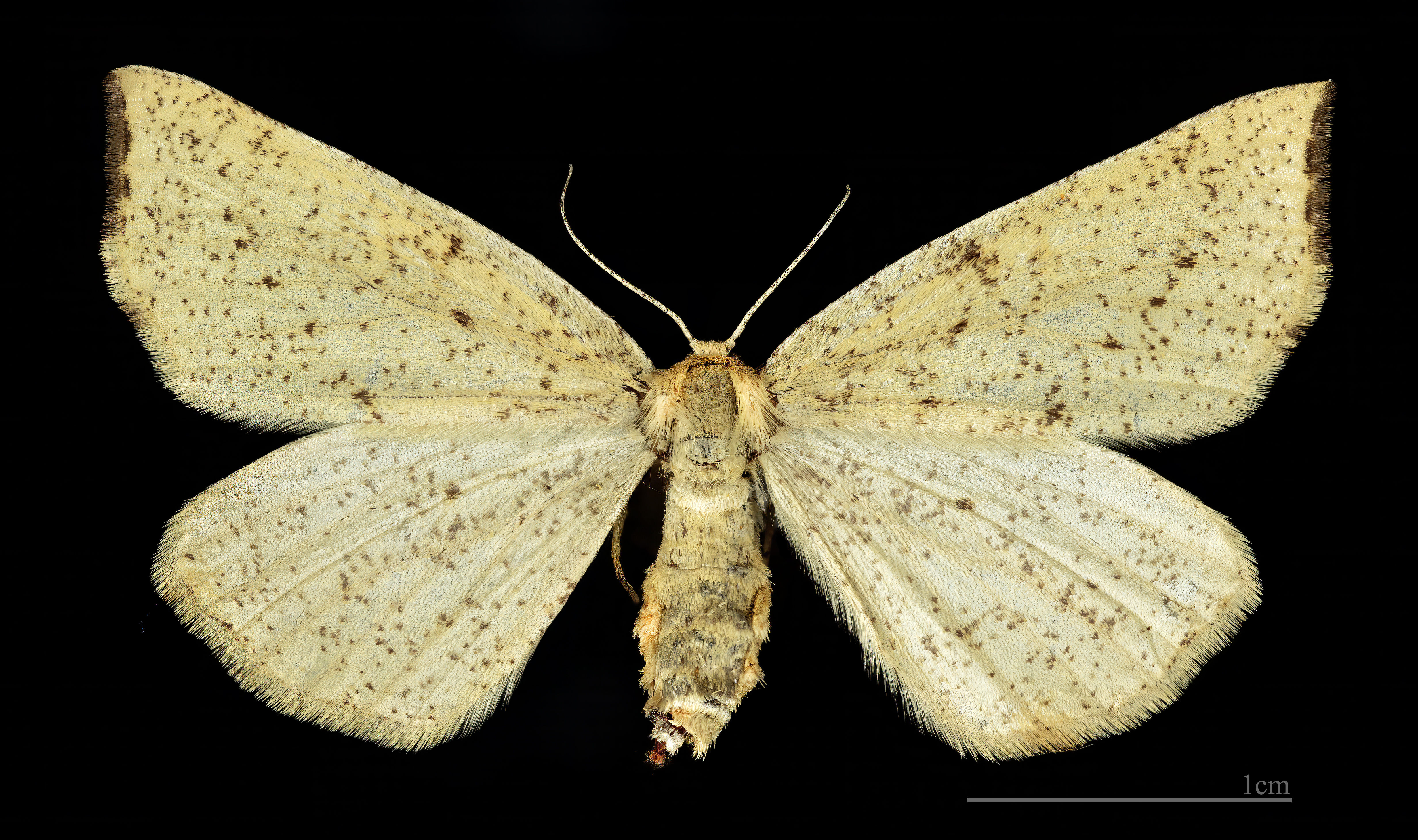
♀
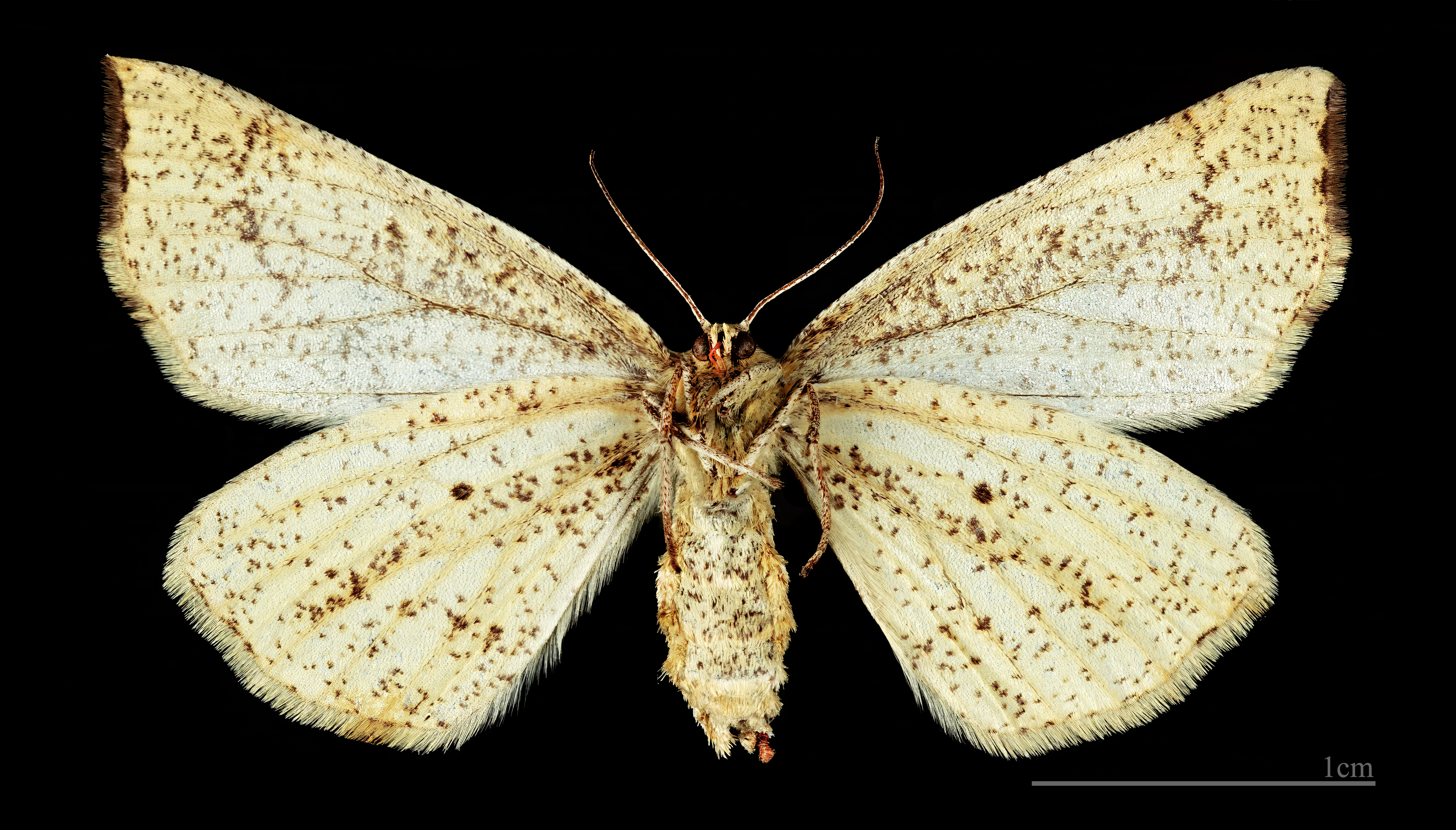
♀ △